# Port lotniczy Kermanszah
Port lotniczy Kermanszah (IATA: KSH, ICAO: OICC) – port lotniczy położony w Kermanszah, w ostanie Kermanszah, w Iranie.